# The Satanic Satanist
Albums de Portugal. The Man
Censored Colors
(2008) The Majestic Majesty
(2009)
The Satanic Satanist est le quatrième album  de Portugal. The Man, groupe de rock expérimental originaire d'Alaska. La couverture de l'album est une combinaison de photographies et d'illustrations faites à la peinture à l'eau par John Gourley.
Le 1er juin 2009 ils sortent le single People Say en téléchargement gratuit sur leur site officiel.
Le 24 juin 2009 l'album fuite sur internet. John Gourley poste un message sur le site officiel du groupe au sujet du piratage de l'album, il encourage alors les fans à le télécharger mais aussi à supporter le groupe en allant acheter l'album lors de sa sortie, s'ils ont apprécié[réf. nécessaire].
Le 1er octobre 2010 sort sur YouTube le clip de People Say réalisé par Michael Ragen et produit par Joy Saez.

## Liste des titres
Tous les morceaux sont écrits par John Baldwin Gourley
| No  | Titre              | Durée |
| --- | ------------------ | ----- |
| 1.  | People Say         | 2:59  |
| 2.  | Work All Day       | 2:59  |
| 3.  | Lovers in Love     | 3:14  |
| 4.  | The Sun            | 3:01  |
| 5.  | The Home           | 2:57  |
| 6.  | The Woods          | 3:12  |
| 7.  | Guns & Dogs        | 2:45  |
| 8.  | Do You             | 2:55  |
| 9.  | Everyone is Golden | 3:46  |
| 10. | Let You Down       | 2:17  |
| 11. | Mornings           | 4:39  |

## Interprètes

### Portugal. The Man
- John Baldwin Gourley - chant, guitare, orgue, boîte à rythme
- Zachary Scott Carothers - basse, percussions, chants additionnels
- Garrett Lunceford - batterie
- Ryan Neighbors - orgue, synthétiseur, piano, chants additionnels